# 3rd Rock from the Sun

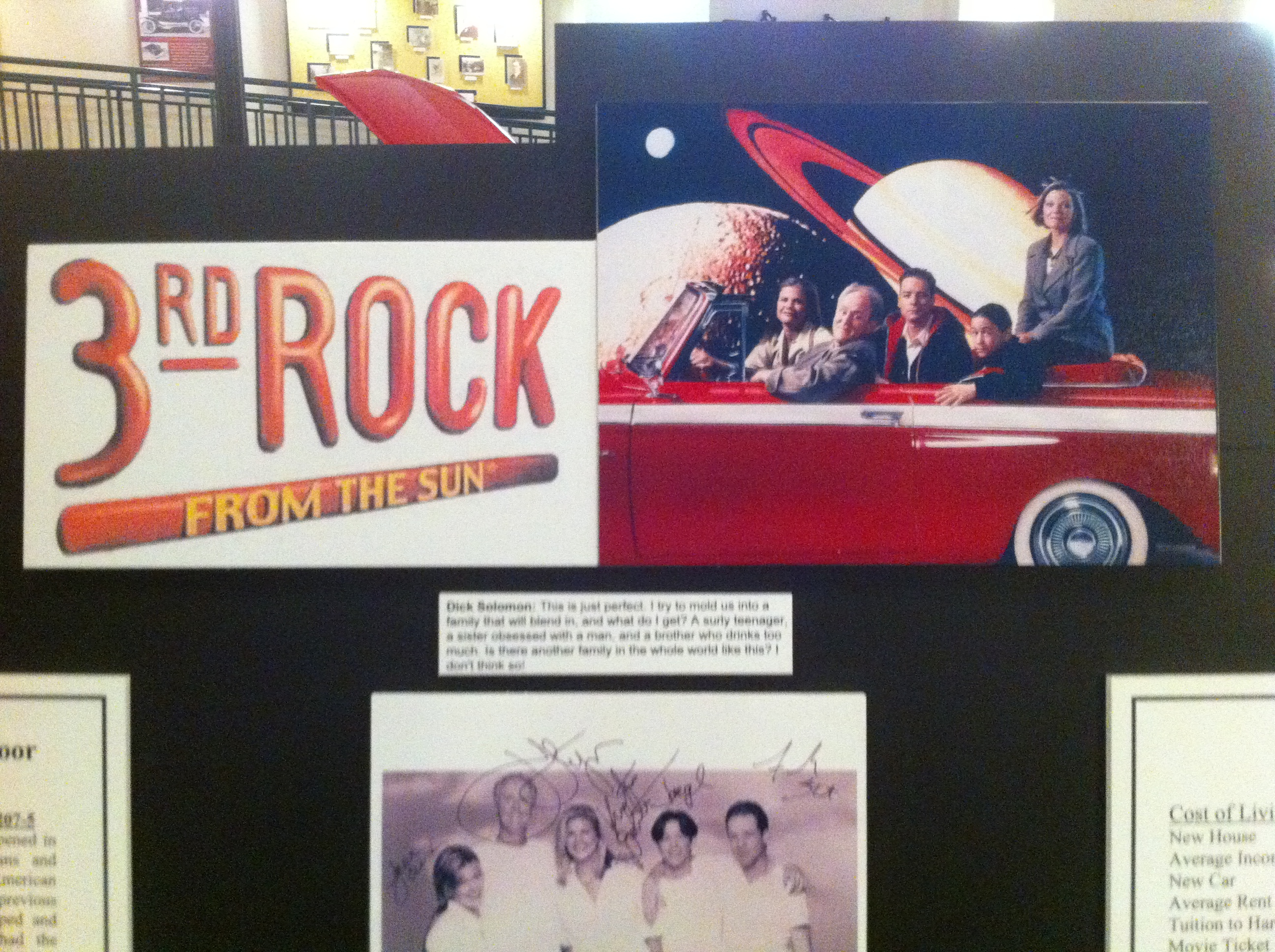
Panel de exposición sobre el Rambler American 400 convertible de 1962 que se utilizó en la serie de televisión "3rd Rock from the Sun". El coche fue donado por los creadores y productores del programa: Bonnie y Terry Turner.

3rd Rock from the Sun (distribuida en España como Cosas de marcianos y en México como La tercera roca del sol) es una comedia de situación estadounidense que se estrenó en 1996 y se transmitió hasta el 2001 por la cadena NBC acerca de un grupo de cuatro extraterrestres que vienen a la Tierra a observar a los seres humanos, haciéndose pasar por una familia humana. La novedad del programa fue que introdujo por primera vez humor europeo en sus guiones, lo cual no era usual para la audiencia estadounidense de ese momento. Además, la serie fue pionera en crear episodios en 3D, usando técnicas cinematográficas avanzadas para su época.
En América Latina, el programa se transmitió por los canales Sony e I.Sat, subtitulado en ambas ocasiones, y en México, doblado al español, a través de TV Azteca. Se está repitiendo en Argentina y en México por el canal Comedy Central, en Ecuador se emitió en Ecuavisa, y en Venezuela se emitió en Televen. En la República Dominicana, se transmitió en el canal Tele Antillas - Canal 2, propiedad del Grupo Empresarial Corripio. En España, se emitió originalmente en el canal Antena 3 estrenando el día 30 de marzo de 1998 y con posterioridad en las mañanas del canal Cuatro. También se emitió en el canal TV3 de Cataluña, con el nombre Caiguts del cel ("Caídos del cielo").[cita requerida]

## Argumento
La serie gira en torno a una expedición de investigación extraterrestre que trata de vivir y adaptarse como una familia humana común en la ciudad ficticia de Rutherford, Ohio, 52 millas (84 km) fuera de Cleveland, donde viven en un apartamento tipo. El humor se deriva principalmente de los intentos de los extraterrestres para estudiar la sociedad humana, y su intento por vivir como ellos para entender la condición humana.
Dick Solomon (John Lithgow), el alto comandante y jefe de la expedición, es el proveedor de la familia y tiene un trabajo como profesor de física en la Universidad Estatal de Pendelton. El oficial de Información Tommy (Joseph Gordon-Levitt) vive en el cuerpo de un adolescente y se ve obligado a inscribirse en la escuela secundaria (más tarde, la universidad). La oficial de seguridad Sally (Kristen Johnston) y el comunicador oficial, Harry (French Stewart), deben pasar tiempo en la Tierra como una típica familia humana común.
La familia a menudo se comunica con su jefe en su planeta natal (al que por lo general no se ve), la Gran Cabeza Gigante (William Shatner). Sus pedidos se reciben a través de Harry, quien inesperadamente (y, a menudo, en circunstancias incómodas) se pone de pie, con los brazos tiesos (actuando como una antena receptora), y proclama: "Recibimos un mensaje de la Gran Cabeza Gigante."

## Temática
Casi todos los episodios giran en torno a las dificultades y problemas que presentan los Solomon para integrarse en la cultura de la Tierra y comprender las costumbres humanas. A menudo su punto de vista de la Tierra se ve distorsionada por el hecho de que gran parte de su comprensión del planeta viene a través de los medios de comunicación, especialmente de la televisión, en lugar de la experiencia de primera mano.
Rara vez se revelan los detalles acerca de su naturaleza alienígena; sin embargo, explican que en su vida anterior no tenían emociones y no poseían casi ninguna relación como las que tienen los seres humanos. En sus formas originales, por ejemplo, se describen como no sexuales, y la reproducción se lleva a cabo enviando paquetes de material genético entre sí por correo. Su aspecto físico como alienígenas nunca se muestra, pero se describen como tubos grandes y gelatinosos de color púrpura, sin emociones.

## Elenco
3rd Rock from the Sun mantuvo un elenco constante; los cuatro personajes principales fueron: Dick, Sally, Tommy y Harry, que se complementan con varios otros personajes principales que abandonaron o se unieron a la serie, además de numerosas estrellas invitadas. 

### Personajes principales
- John Lithgow como Dr. Richard "Dick" Solomon: El alto comandante y jefe de la expedición en la Tierra.[4] Es el miembro más infantil del grupo y es, paradójicamente, el miembro más joven de la tripulación a pesar de ser el miembro más viejo de la familia (al menos en el aspecto físico). Gran parte de sus problemas de comportamiento se basan en la tarea de enfrentar su nueva vida en la Tierra, mientras que otras veces surgen de algún acto perpetrado por el mismo Dick, y la familia en conjunto se ve obligada a superarlos.

- Kristen Johnston como Sally Solomon:[4] Es la teniente y jefe de seguridad del grupo y la segunda al mando después de Dick. Se hace pasar como la hermana de Dick pero a veces como la hermana de Tommy y en una ocasión decía ser su madre, aunque nunca dijo ser la hija de Dick y ciertamente no su cónyuge. Actúa de cierta forma como una figura materna para Tommy, preocupándose por su bienestar aunque no de la forma más "terrícolamente habitual". Fue elegida para ser la mujer del grupo porque aparentemente perdió algún tipo de concurso (aunque nunca se específica si Sally en su forma extraterrestre era verdaderamente mujer u hombre), y por ello es que no le agradaba ser la mujer; aunque se describe como asexual, parece tener más dificultades para tratar de averiguar la condición de mujer, mientras que los otros descubren fácilmente su virilidad. Llegó a presentar una queja-solicitud para volverse hombre, aunque más tarde decidió ser mujer.

- Joseph Gordon-Levitt como Thomas "Tommy" Solomon:[4] Es el oficial de información y tercero al mando después de Dick y Sally. Tommy toma el papel del hijo adolescente de Dick, y es, sin embargo, el más viejo e inteligente del grupo. A lo largo de la serie, Tommy recuerda continuamente a los demás su inteligencia superior y su mayor edad, diciendo: "Soy demasiado viejo para esto." Gordon-Levitt dejó la serie después de la quinta temporada como personaje principal, y solo aparece como un personaje recurrente en poco más de la mitad de los episodios de la sexta temporada.

- French Stewart como Harold "Harry" Solomon:[4] Es el comunicador oficial del grupo y último al mando. Originalmente no era parte de la misión, pero paso a serlo porque había un asiento adicional. Más tarde, se sabe que posee un chip en su cabeza con el que se convierte en el comunicador o transmisor oficial. Se hace pasar por hermano de Dick y Sally y tío de Tommy. A Harry se le conoce a menudo como el miembro más simple de la familia, a veces es impulsivo y entiende mal a la gente. También es el más propenso a estar deprimido, a pesar de que parece encajar con los terrícolas mejor que nadie.

- Jane Curtin como la doctora Mary Margaret Albright: Es colega de Dick y su novia en las últimas temporadas. Mary ve a Dick como un idiota insensible, pero no puede evitar enamorarse de él, ya sea por su rareza o por sus acciones infantiles. Hace referencia a menudo a su inseguridad causada por la mala crianza de sus padres y al hecho de que antes de que Dick llegara, era conocida por dormir por ahí e incluso ha sido apodada "Dra. Conejita fácil". También se muestra en algunas ocasiones que aunque Mary no es necesariamente alcohólica, recurre al alcohol para escapar de sus problemas.

- Simbi Khali como Nina Campbell: Asistenta de Dick y Mary, a menudo tiene que lidiar con las cosas que Dick le exige hacer, a las que responde diciendo a ella no se le paga para ello. Nina es muy firme y con frecuencia tiene un sentido del humor sarcástico, generalmente dirigido hacia Dick. En general, considera a Dick un idiota y sexista y algunas veces se pregunta porqué Mary lo ama. Sin embargo, hay momentos en que ambos parecen llevarse bien.

- Elmarie Wendel como Mrs. Mamie Dubcek: La casera, desorientada y sin preocupaciones de los Solomon, que tiene una vida amorosa muy activa y a menudo hace referencia a sus aventuras sexuales. Se ha casado varias veces, y ha engañado a algunos de sus maridos (en un episodio ella mencionó que su novio fue golpeado en su sala de estar por su marido). Se le ve generalmente fumando, y a veces le parece que la familia es particularmente extraña. A pesar de ser la casera de los Solomon, también posee una relación amistosa con ellos, y a menudo aparece en su apartamento.

- Wayne Knight como Donald "Don" Leslie Orville: Trabaja para el departamento de policía de Rutherford, aunque no es muy bueno en su trabajo como oficial de policía. Don mantiene una relación con Sally toda la serie y es un personaje muy inocente cuyo verdadero talento reside en los bolos. Es manipulado por Sally, quien a menudo se muestra encantadora con él para salirse con la suya. Esto casi siempre funciona, pero en una ocasión Don se intensifica con Sally, al darse cuenta de lo mucho que lo controla y Sally parece realmente tener respeto por ello.

### Personajes secundarios
- David DeLuise como Bug Pollone: Uno de los estudiantes de Dick. Su verdadero padre, Dom DeLuise, aparece interpretando al padre de Bug.
- Ian Lithgow como Leon: Otro de los estudiantes de Dick, interpretado por el hijo mayor de John Lithgow.
- Danielle Nicolet como Caryn: Una estudiante de Dick, casi siempre le cuestiona por sus métodos de enseñanza poco ortodoxos.
- Ileen Getz como Dr. Judith Draper: Trabaja como profesora en la Universidad de Pendelton y es colega de Mary, tiende a despreciar a Dick en varias ocasiones.
- Larisa Oleynik como Alissa Strudwick: Segunda novia de Tommy e hija del rival de Dick en la Universidad.
- William Shatner como la Gran Cabeza Gigante: Es el jefe de los extraterrestres en su planeta natal.

### Invitados especiales
- Dennis Rodman como él mismo: es un compañero extraterrestre del mismo planeta.

## Producción

### Tema musical
La apertura del tema musical de la serie fue compuesta por Ben Vaughn, y es una pieza instrumental de Rock and Roll de estilo 1950, el tema se amplió ligeramente en la tercera temporada, cuando Simbi Khali, Elmarie Wendel y Wayne Knight se establecieron oficialmente como personajes regulares de la serie y añadidos de los créditos iniciales. Las versiones alternativas del tema fueron utilizados durante el curso de la carrera del espectáculo. Para los episodios de Navidad, se añadieron los cascabeles al tema. Para la temporada de seis episodios de dos partes "Dick'll Take Manhattan", un jazz moderno se utilizó la versión del tema. El único cambio importante que el tema estaba en la quinta temporada, cuando la versión original de Ben Vaughn fue sustituido por una cubierta de big band del tema, realizado por el grupo de Big Bad Voodoo Daddy, y sólo se utilizó durante la temporada.
El episodio final, es cantada la canción Fly Me to the Moon (Llévame volando a la Luna) por Elvis Costello.

## Otros medios
En 1997 fue lanzado 3rd Rock from the Sun: The Official Report On Earth (3rd Rock from the Sun: El informe oficial sobre la Tierra), un libro que describe las experiencias de los Solomon durante su estancia en la Tierra. El libro trata, en su mayoría, de situaciones cómicas, incluyendo características tales como "¿Qué hacer si uno se encuentra con una gelatina?".

## Premios y nominaciones
| Año  | Categoría                                                   | Persona                     | Resultado |
| ---- | ----------------------------------------------------------- | --------------------------- | --------- |
| 1996 | Mejor actor - Serie de comedia                              | John Lithgow                | Ganador   |
| 1996 | Mejor dirección en una serie de comedia                     | James Burrows               | Nominado  |
| 1996 | Mejor peluquería en una serie                               | Pixie Schwartz              | Nominada  |
| 1997 | Mejor actor - Serie de comedia                              | John Lithgow                | Ganador   |
| 1997 | Mejor actriz de reparto en una serie de comedia             | Kristen Johnston            | Ganadora  |
| 1997 | Mejor coreografía                                           | Marguerite Pomerhn Derricks | Ganadora  |
| 1997 | Mejor vestuario en una serie                                | Melina Root                 | Ganadora  |
| 1997 | Mejor mezcla de sonido para una serie de comedia o Especial | Jesse Peck                  | Ganador   |
| 1997 | Mejor mezcla de sonido para una serie de comedia o Especial | Todd Grace                  | Ganador   |
| 1997 | Mejor mezcla de sonido para una serie de comedia o Especial | Craig Porter                | Ganador   |
| 1997 | Mejor peluquería en una serie                               | Pixie Schwartz              | Nominada  |
| 1997 | Mejor peluquería en una serie                               | Camille Friend              | Nominada  |
| 1997 | Mejor serie de comedia                                      | Mejor serie de comedia      | Nominada  |
| 1997 | Mejores efectos visuales especiales en una serie            | Patrick Shearn              | Nominado  |
| 1997 | Mejores efectos visuales especiales en una serie            | Chris Staves                | Nominado  |
| 1997 | Mejores efectos visuales especiales en una serie            | Glen Bennett                | Nominado  |
| 1998 | Mejor actor - Serie de comedia                              | John Lithgow                | Nominado  |
| 1998 | Mejor actriz de reparto en una serie de comedia             | Kristen Johnston            | Nominada  |
| 1998 | Mejor actor invitado en una serie de comedia                | John Cleese                 | Nominado  |
| 1998 | Mejor actriz invitada en una serie de comedia               | Jan Hooks                   | Nominada  |
| 1998 | Mejor vestuario en una serie                                | Melina Root                 | Nominada  |
| 1998 | Mejor dirección en una serie de comedia                     | Terry Hughes                | Nominado  |
| 1998 | Mejor serie de comedia                                      | Mejor serie de comedia      | Nominada  |
| 1998 | Mejores efectos visuales especiales en una serie            | Patrick Shearn              | Nominado  |
| 1998 | Mejores efectos visuales especiales en una serie            | Chris Staves                | Nominado  |
| 1998 | Mejores efectos visuales especiales en una serie            | Glen Bennett                | Nominado  |
| 1998 | Mejores efectos visuales especiales en una serie            | Kathy Oldham                | Nominada  |
| 1999 | Mejor actor - Serie de comedia                              | John Lithgow                | Ganador   |
| 1999 | Mejor actriz de reparto en una serie de comedia             | Kristen Johnston            | Ganadora  |
| 1999 | Mejor actor invitado en una serie de comedia                | William Shatner             | Nominado  |
| 1999 | Mejor actriz invitada en una serie de comedia               | Kathy Bates                 | Nominada  |
| 1999 | Mejor actriz invitada en una serie de comedia               | Laurie Metcalf              | Nominada  |
| 1999 | Mejor montaje multicámara en una serie                      | Vince Humphrey              | Nominado  |
| 1999 | Mejores efectos visuales especiales en una serie            | Todd Grace                  | Nominado  |
| 1999 | Mejores efectos visuales especiales en una serie            | Chris Staves                | Nominado  |
| 1999 | Mejores efectos visuales especiales en una serie            | Glen Bennett                | Nominado  |
| 2000 | Mejor actor - Serie de comedia                              | John Lithgow                | Nominado  |
| 2000 | Mejor dirección artística en una serie multicámara          | Garvin Eddy                 | Nominado  |
| 2000 | Mejor dirección artística en una serie multicámara          | Tara Stephenson             | Nominado  |
| 2000 | Mejor fotografía en una serie multicámara                   | Ronald W. Browne            | Nominado  |
| 2000 | Mejores efectos visuales especiales en una serie            | Todd Grace                  | Nominado  |
| 2000 | Mejores efectos visuales especiales en una serie            | Chris Staves                | Nominado  |
| 2000 | Mejores efectos visuales especiales en una serie            | Glen Bennett                | Nominado  |
| 2001 | Mejor actor - Serie de comedia                              | John Lithgow                | Nominado  |

| Año  | Categoría                                               | Persona                         | Resultado |
| ---- | ------------------------------------------------------- | ------------------------------- | --------- |
| 1996 | Mejor serie - Comedia o musical                         | Mejor serie - Comedia o musical | Ganadora  |
| 1996 | Mejor actor de serie de TV - Comedia o musical          | John Lithgow                    | Ganador   |
| 1996 | Mejor actriz de reparto de serie, miniserie o telefilme | Kristen Johnston                | Nominada  |
| 1998 | Mejor serie - Comedia o musical                         | Mejor serie - Comedia o musical | Nominada  |
| 1998 | Mejor actor de serie de TV - Comedia o musical          | John Lithgow                    | Nominado  |
| 1999 | Mejor actor de serie de TV - Comedia o musical          | John Lithgow                    | Nominado  |

| Año  | Categoría                             | Persona | Resultado |
| ---- | ------------------------------------- | --- | --------- |
| 1996 | Mejor actor de televisión - Comedia   | John Lithgow | Ganador   |
| 1996 | Mejor actriz de televisión - Comedia  | Kristen Johnston | Nominada  |
| 1996 | Mejor reparto de televisión - Comedia | John Lithgow, Kristen Johnston, Jane Curtin, Joseph Gordon-Levitt y French Stewart                                            | Nominados |
| 1997 | Mejor actor de televisión - Comedia   | John Lithgow | Ganador   |
| 1997 | Mejor reparto de televisión - Comedia | John Lithgow, Kristen Johnston, Jane Curtin, Joseph Gordon-Levitt, French Stewart, Simbi Khali, Wayne Knight y Elmarie Wendel | Nominados |
| 1998 | Mejor reparto de televisión - Comedia | John Lithgow, Kristen Johnston, Jane Curtin, Joseph Gordon-Levitt, French Stewart, Simbi Khali, Wayne Knight y Elmarie Wendel | Nominados |